# اختراسب
اختراسب (نام علمی: Astrohippus) نام یک سرده از تیره اسبیان است.